# Immingham
Immingham ist eine englische Kleinstadt am Humber nahe der Nordsee und besitzt 12.200 Einwohner. Zusammen mit Grimsby und Cleethorpes bildet sie die Unitary Authority North East Lincolnshire.

## Geschichte

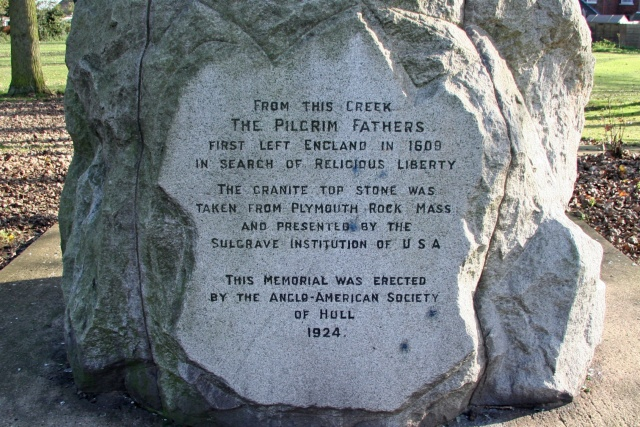
Denkmal der Pilgerväter

In der Stadt befindet sich ein Denkmal, welches an die Abreise der Pilgerväter in die Niederlande im Jahre 1608 erinnert. Von dort fuhren diese weiter über Southampton nach Plymouth, von wo aus sie am 6. September 1620 mit der Mayflower nach Amerika aufbrachen, um dort ein neues Leben zu führen. Vom 12. bis 19. Juli 2008 wurde in Immingham der 400. Jahrestag dieses Ereignisses gefeiert.
Während des Ersten Weltkrieges waren im Hafen Imminghams U-Boote der Royal Navy stationiert. Während des Zweiten Weltkrieges war der britische Befehlshaber Louis Mountbatten sowie mehrere Kreuzer zeitweilig in Immingham stationiert.
Bis ins 20. Jahrhundert hinein war Immingham weitgehend landwirtschaftlich geprägt. Kurz nach Errichtung der Bahnstrecke nach Cleethorpes wurde mit dem Bau eines Tiefseehafens bei Immingham begonnen, welcher mit jenem von Kingston upon Hull konkurrieren sollte. Dies begünstigte ein stetiges Wachstum der Stadt. Seit Ausbruch des Ersten Weltkrieges bis in die 1950er Jahre hinein hatte man wiederholt jedoch auch mit schweren Umsatzeinbußen zu kämpfen. Vor allem seit Ende der 1970er Jahre entwickelten sich verschiedene Industriezweige, wie die Einzelhandelsindustrie sowie die Chemie- und Erdölindustrie. Die Präsenz der letztgenannten Industrien ist deutlich an der Charakteristik der Stadt als wachsende Arbeitersiedlung abzulesen.

## Wirtschaft und Infrastruktur

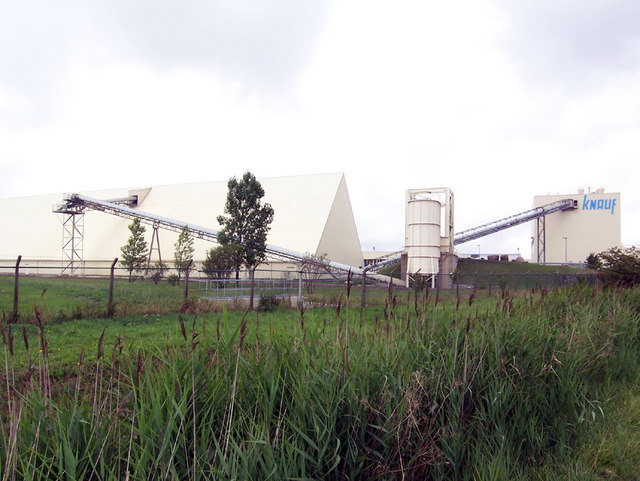
Knauf Gips KG

Zusammen mit Grimsby und Cleethorpes bildet Immingham die Industrieregion Greater Grimsby, welche wiederum Teil der Humber Ports City Region ist. Die größten Industriezweige Greater Grimsbys sind die Lebensmittelproduktion, Hafenlogistik, erneuerbare Energien, die Chemische Industrie sowie digitale Medien. Die markanteste Industrieanlage ist Knauf Gips, ein Produzent von Gipskartonplatten.

### Hafen
Der Hafen von Immingham ist der größte des Vereinigten Königreiches nach Frachtaufkommen. Im Jahr 2006 wurden insgesamt 57 Mio. Tonnen Fracht umgeschlagen, was zehn Prozent des gesamtbritischen Aufkommens entsprach. Mit seiner Lage am Ästuar des Humbers nimmt der Hafen eine führende Rolle im Frachtverkehr mit Kontinentaleuropa und darüber hinaus an.

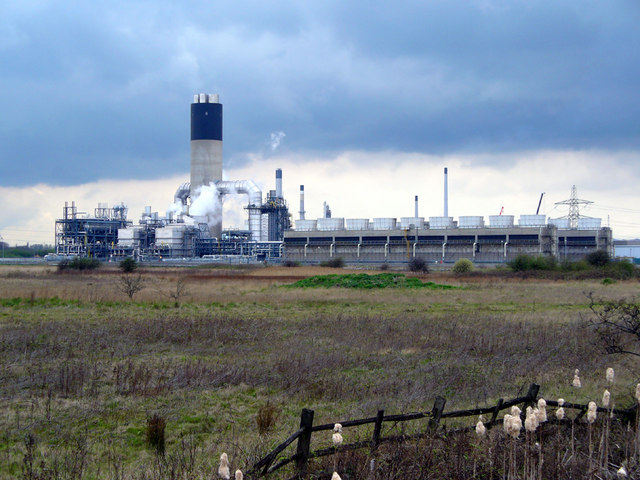
Heizkraftwerk Immingham – das größte KWK-Kraftwerk Europas

Am 22. Juli 1913 wurde der Hafen von Georg V. offiziell eröffnet. Der Bau der Anlage wurde teilweise auch von der Great Central Railway finanziell unterstützt. Bei seiner Eröffnung hatte der Hafen eine Ausdehnung von vier Quadratkilometer, inkl. 180.000 m² Wasserfläche. Die Hafenanlage war mit der Stadt und dem Eisenbahnnetz durch die Grimsby & Immingham Electric Railway verbunden.
Nahe Immingham bestehen zwei Ölraffinerien, die von Total bzw. von ConocoPhillips betrieben werden. Dabei werden 70 Prozent des veredelten Öls an den Binnenmarkt verkauft, 30 Prozent werden ins europäische Ausland exportiert. Die Anlage von Total ist die einzige im Land, die Petrolkoks herstellt.

### Verkehr

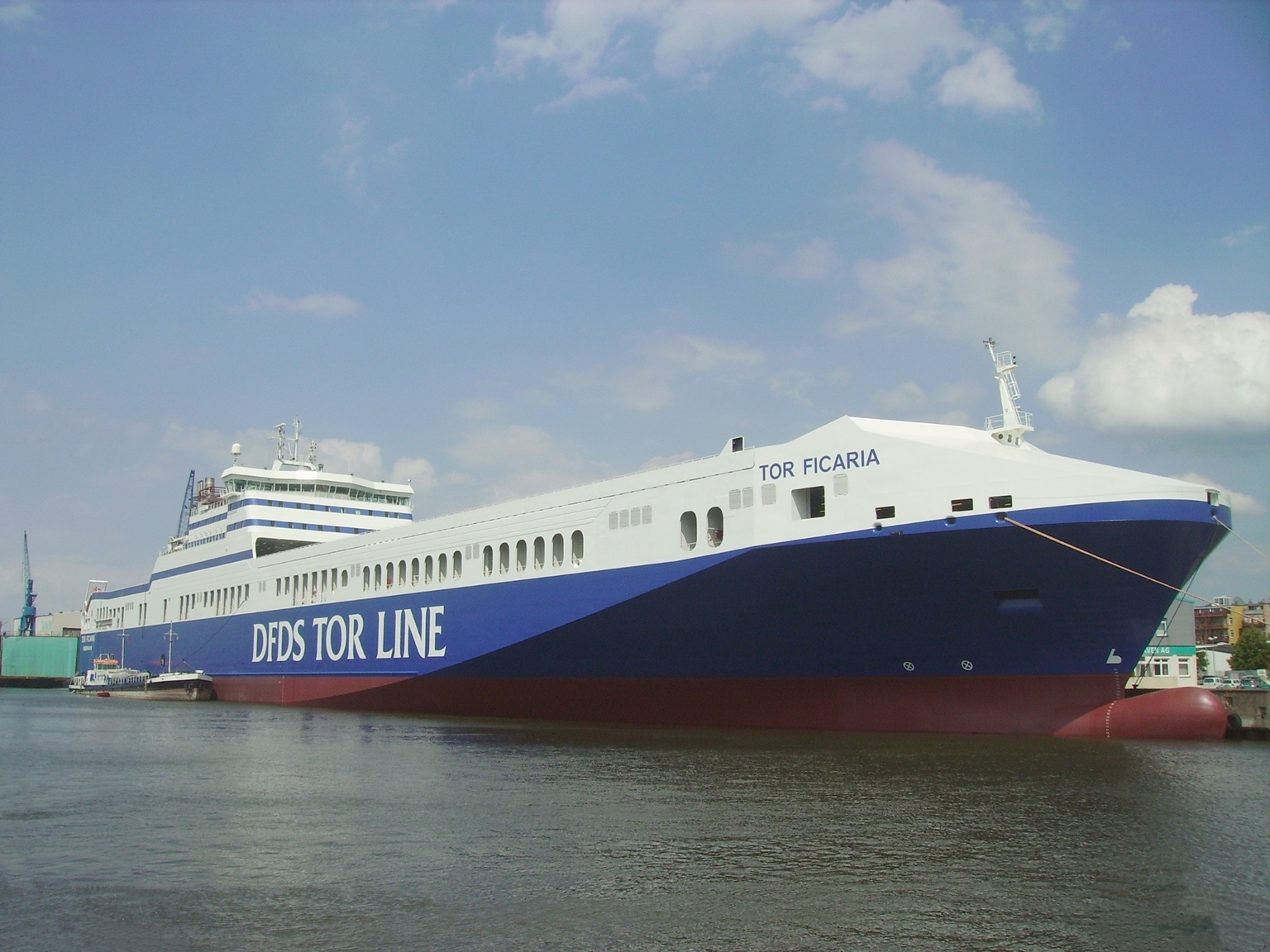
Frachtschiff der DFDS

Südlich an der Stadt führt die vierspurige A180 road vorbei, welche die Fortsetzung der zwölf Kilometer westlich vor Immingham endenden Autobahn M180 darstellt. Über die B1210 erreicht man zehn Kilometer südwestlich den nahegelegenen Humberside Airport. Immingham ist der vorläufige Endpunkt der Europastraße 22, die im walisischen Holyhead beginnt. Früher existierte eine Autofährverbindung nach Amsterdam, wo sich die E22 noch heute fortsetzt. Heute bestehen ab Immingham aber nur noch Frachtverbindungen der dänischen Gesellschaft DFDS nach Göteborg, Esbjerg, Cuxhaven und Rotterdam. Zudem betreibt die Reederei Stena Line eine Lastwagenfährverbindung nach Hoek van Holland.
Werktags existiert alle 20 Minuten eine Busverbindung nach Grimsby. Abends und an Sonntagen verkehren die Busse stündlich und werden bis nach Cleethorpes durchgebunden.
Der nächstgelegene Bahnhof ist Habrough (drei Kilometer westlich), von wo aus von First TransPennine Express eine direkte Bahnverbindung einerseits über Grimsby nach Cleethorpes und andererseits über Scunthorpe, Doncaster und Sheffield nach Manchester angeboten wird.

## Persönlichkeiten
- Sean Storey (* 1971), Snookerspieler